# Veliki sat (1948.)
Veliki sat, američki film noir iz 1948. godine. Snimljen prema romanu književnika Kennetha Fearinga. Za film ga je adaptirao književnik Jonathan Latimer.

## Sažetak
Moćan novinski magnat počinio je ubojstvo u afektu. Tragove ubojstva prikrio je tako da je sumnja pala na čovjeka kojega uopće ne poznaje i koji je slučajno bio u dodiru s žrtvom.